# Manfred Hildebrandt (Fußballspieler)
Manfred Hildebrandt (* 3. September 1953) ist ein ehemaliger deutscher Fußballspieler.

## Karriere
Der Mittelfeldspieler Manfred Hildebrandt begann seine Karriere bei Arminia Bielefeld. Er stieß im Jahre 1972 zum Kader der ersten Mannschaft, die gerade aus der Bundesliga zwangsabgestiegen war. Für die Arminia absolvierte Hildebrandt zwölf Regionalligaspiele und er qualifizierte sich mit seiner Mannschaft 1974 für die neu geschaffene 2. Bundesliga. Er verließ die Bielefelder jedoch am Saisonende mit unbekanntem Ziel. 
Im Sommer 1975 schloss er sich dem westfälischen Verbandsligisten SC Herford an, mit dem er zunächst Westfalenmeister wurde und anschließend in die 2. Bundesliga aufstieg. Am 4. September 1976 feierte er sein Zweitligadebüt bei der 2:3-Niederlage der Herforder bei Wacker 04 Berlin. Es folgte ein weiterer Zweitligaeinsatz beim 2:2 im Ostwestfalenderby gegen Arminia Bielefeld. Hildebrandt verließ am Saisonende Herford und spielte bei der DJK Gütersloh weiter.